# Moss Mamba
Der Moss Mamba ist ein offenes zweisitziges Bausatzfahrzeug im Retrolook, das in der Zeit von 1981 bis 1985 von der in West Yorkshire ansässigen Moss Motor Company in kleiner Serie gefertigt wurde. Die Gestaltung der Karosserie orientierte sich am Alfa Romeo Giulietta Spider der 1950er-Jahre. Eine neue Version des Fahrzeugs trug 1987 die Bezeichnung Mamba Phoenix.

## Modellgeschichte

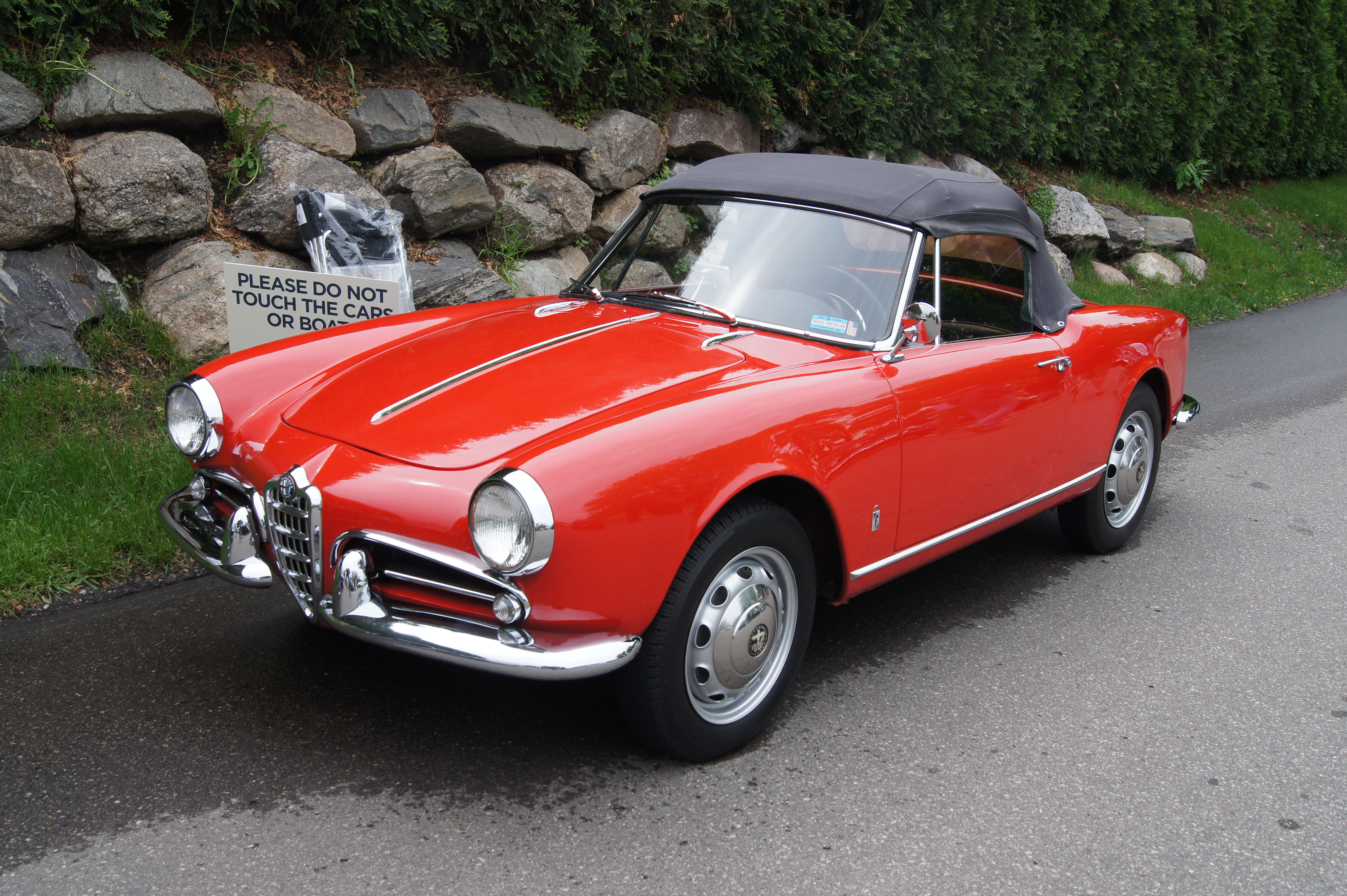
Stilistisches Vorbild des Moss Mamba: Alfa Romeo Giuliette Spider

Die Moss Motor Company wurde 1981 von John Cowperthwaite gegründet Cowperthwaite war seit 1975 in erster Linie als Restaurator von MG-Fahrzeugen tätig gewesen. Moss bot einfach konstruierte und preiswerte Bausatzfahrzeuge an, die auf die Verwendung älterer Spenderfahrzeuge zugeschnitten und an die Form klassischer Sportwagen angelehnt waren. Das Volumenmodell des Unternehmens waren der Moss Roadster und seine 2+2-sitzige Version Malvern. Sie hatten Aufbauten im Stil der 1930er-Jahre, ohne Kopie einer konkreten Vorlage zu sein. Parallel dazu entstand der Mamba, mit dem das Unternehmen den von 1954 bis 1961 hergestellten Alfa Romeo Giulietta Spider nachempfand.
Der Bausatz des Mamba enthielt die Karosserie aus glasfaserverstärktem Kunststoff sowie die Bodenplatte aus beschichtetem Sperrholz. Der Rahmen, das Fahrwerk, Motor und Getriebe sowie die Elektrik musste von einem gebrauchten Spenderfahrzeug übernommen werden. Wie schon der Moss Roadster war auch der Mamba ursprünglich auf die Verwendung technischer Komponenten des Triumph Herald oder Vitesse abgestimmt, zweier Sportlimousinen, deren Fertigung bereits 1971 eingestellt worden war. Ab 1984 war eine überarbeitete Version des Mamba für die Technik des Ford Escort lieferbar.
Der Mamba-Bausatz wird als nicht ausgereift und grobschlächtig beschrieben.
Die Fertigung des Mamba endete, als die Werksanlagen der Moss Motor Company 1985 bei einem Großbrand zerstört wurden. Moss nahm danach nur die Fertigung des Roadsters und des Malvern wieder auf; zu einer Wiederbelebung des Mamba kam es zunächst nicht. Der Produktionsumfang ist unklar. Einige Quellen gehen von „etwa 10 Fahrzeugen“ aus, andere von „16 bis 22 Exemplaren“.

## Wiederbelebung 1987
1987 verkaufte John Cowperthwaite das Unternehmen, das inzwischen den Namen JC Autopatterns trug, an CSA Character Cars, einen in Radstock ansässigen Investor. CSA produzierte einige Exemplare des Moss Roadster und brachte auch den Mamba wieder auf den Markt, der nun die Bezeichnung Mamba Phoenix trug. Der Produktionsumfang ist unklar; CSA verkaufte den Betrieb noch im gleichen Jahr an einen weiteren Investor, der sich auf die Fertigung des Roadsters und des Malvern beschränkte.